# Anencefali
Anencefali är en i fosterstadiet tidigt anlagd, och därmed medfödd, utvecklingsrubbning och missbildning. Den följer av att  embryots neuralrör inte vidareutvecklas utan ansiktet och skallen sluts med en total avsaknad av storhjärna. Tillståndet är inte förenligt med liv men beroende på om någon del av storhjärnan utvecklats kan en del av dessa barn födas levande, men dör inom de första levnadsdygnen.
Med dagens ultraljudsteknik kan anencefali upptäckas relativt tidigt under graviditeten och den gravida kvinnan kan erbjudas abort. Det låga antalet mycket sena aborter (efter graviditetsvecka 18-20) beror på denna och liknande svåra anläggningsrubbningar och att inget i graviditeterna behöver avvika. Först vid en rutinkontroll i 16:e graviditetsveckan upptäcks denna och liknande större utvecklingrubbningar och ett avbrytande kan genomföras först då. Om någon ultraljudsundersökning inte alls genomförs föds dessa foster ofta i normal tid eller något tidigare är normalt. Skallformen är abnorm då bakhuvudet från pannbenets övre kant till nacken saknas. För övrigt kan kroppen vara normalt utvecklad, men ofta något liten och lätt för graviditetstidens längd. 
Någon känd orsak finns inte utan detta betraktas medicinskt som en helt slumpmässig rubbning av den normala utvecklingsgången från embryo till foster, där slutningen av neuralröret avstannat. Hypoteser har framställts om en mutation eller en tidig infektion. Någon ärftlighet kan inte finnas eftersom dessa foster inte alls har några överlevnadsmöjligheter, då samtliga högre centra i hjärnan saknas, och det aldrig kan bli fråga om någon avkomma efter individer utan hjärna. Genetiska utredningar på föräldrar och foster är därför onödigt inför senare graviditeter om orsaken enbart är det anencefaliska fostret.
Risken för att ett par får flera graviditeter med anencefalt foster är minimal på grund av detta. Hos arter med kortare tid för fosterutvecklingen än människan, till exempel hos hund och katt, är denna utvecklingsrubbning vanligare. Dock är den inte heller bland dessa arter fråga om ett genetiskt arv utan om en helt slumpmässig utvecklingsrubbning.

## Vård av mödrar med anencefaliska foster
Vården av föräldrar till dessa foster är densamma som för andra som förlorar sina väntade barn. Vården av barnet är omsorg tills hjärtat slutat slå. Beroende på när i graviditeten förlossningen sker behandlas födseln administrativt, som antingen ett dödfött barn (efter graviditetsvecka 26-28) och föräldrarna kan hålla en begravning på önskat vis eller som en (inducerad?) abort, som vid missfall om förlossningen sker före vecka 26. Föräldrarna kan även då välja att gravsätta det, men födelsen registreras inte i folkbokföringen.
I praktiken är dessa foster, med den form av diagnostik för död Sverige har numera, inte i livet eller livsdugliga ens under fostertiden. Diagnosen anencefali innebär detsamma som hjärndöd, då alla mottagceller för känslor och intryck, tänkande och lärande saknas. Kriteriet att blodförsörjning till hjärnan ska ha upphört helt för att hjärndöd ska konstateras gäller inte för dessa foster, då blodförsörjning inte finns utom till mellan- och lillhjärnan. Men dessa organ får aldrig några impulser från någon storhjärna och utvecklas därför inte heller normalt. Även om dessa foster har utvecklat ögon och öron, så kan de inte se och höra eftersom syn- och ljudimpulserna stannar i dessa organ och inte kan ledas vidare till en storhjärna för tolkning.
- Wikimedia Commons har media som rör Anencefali.